# Douglas Shapiro

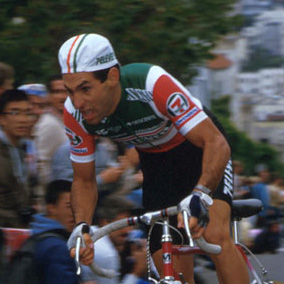
Doug Shapiro (1984)

Douglas „Doug“ Shapiro (* 15. September 1959 in New York City; † 15. Januar 2025) war ein US-amerikanischer Radrennfahrer.

## Sportliche Laufbahn
1983 wurde er beim Sieg von Ron Kiefel Dritter im Rennen um den nationalen Meistertitel im Straßenrennen der Amateure. 1983 nahm er auch an der Internationalen Friedensfahrt teil, schied aber vorzeitig aus.
Von 1984 bis 1989 startete er als Berufsfahrer. 1984 gewann er das Etappenrennen Coors Classic vor Andrew Hampsten mit einem Etappensieg. Zudem siegte er auf einer Etappe des Giro del Bergamasco. 1985 startete er in der Tour de France, er beendete sie auf dem 74. Rang des Gesamtklassements. 1986 musste er die Tour auf der 12. Etappe vorzeitig aufgeben. Hinter Thomas Prehn wurde er Vize-Meister im Straßenrennen und gewann zwei Etappen in internationalen Rundfahrten. Die UCI-Straßen-Weltmeisterschaften beendete er auf dem 28. Platz. 1988 wurde erneut Vize-Meister hinter Ron Kiefel und gewann einige nationale Rennen. Das Weltmeisterschaftsrennen musste er aufgeben. 1989 siegte er in den Georgia Cycling Series, einer Reihe von Kriterien in den USA. Sein bestes Resultat in den Rennen der Monumente des Radsports war der 40. Platz im Rennen Mailand–San Remo 1985.